# Tim Jarvis
Timothy John Jarvis (Australia, mayo de 1966) es un explorador, aventurero, escalador y autor australiano, con títulos de maestría en ciencias ambientales y derecho ambiental.

## Biografía
Jarvis es un ávido explorador de los continentes ártico y antártico. Su trabajo ambiental se enfoca principalmente en la provisión de ayuda sostenible en países en desarrollo y en la mejora de la sostenibilidad ambiental corporativa, así como en la gestión de proyectos significativos a través de su proyecto "25zero", que utiliza el deshielo glacial ecuatorial como un indicador del cambio climático global. Jarvis dice que está "comprometido con la búsqueda de soluciones pragmáticas para los problemas de sostenibilidad ambiental global", y como orador público, habla con regularidad sobre la motivación y el liderazgo tanto para las personas como para las organizaciones.
El 20 de noviembre de 2014, Jarvis fue anunciado como Embajador Global de WWF-Australia. Tim Jarvis es ampliamente considerado como uno de los principales oradores del mundo, y actualmente también trabaja como asociado de la firma global de soluciones de ingeniería Arup, brindando asesorías al Banco Mundial y al Banco Asiático de Desarrollo en proyectos de ayuda multilateral.
Debido a su exitosa expedición que recrea el viaje y el cruce de montañas de Sir Ernest Shackleton, Jarvis es considerado un destacado experto en Shackleton y el estilo de liderazgo que expuso.

## Proyecto 25Zero
Tim Jarvis fundó el "Proyecto 25Zero" para destacar el deshielo de los glaciares en las 25 montañas ecuatoriales del mundo. Reunió a un equipo de montañeros para unirse y documentar sus avances ante la Conferencia de las Naciones Unidas sobre Cambio Climático 2015, con el fin de identificar el impacto del cambio climático y comunicar cómo cada una de las 25 montañas ecuatoriales perderá sus glaciares en aproximadamente 25 años. Una nueva serie documental sobre el proyecto que se lanzará en 2017 resaltará la belleza de los glaciares restantes y mostrará el resultado de la falta de acciones pertinentes.